# Gornji Tavankut
Gornji Tavankut (cyr. Горњи Таванкут) – wieś w Serbii, w Wojwodinie, w okręgu północnobackim, w mieście Subotica. W 2011 roku liczyła 1097 mieszkańców.